# Michael Bolton
Michael Bolton, geboren als Michael Bolotin (New Haven, 26 februari 1953) is een Amerikaanse singer-songwriter en muzikant die voornamelijk bekend staat om zijn rock-ballads en zijn tenor-stem. Verder schrijft hij en doet hij soms acteerwerk.
Hij verkocht tot op heden 53 miljoen albums wereldwijd, had acht top-tien albums en twee nummer één-hits. Hij won diverse prijzen waaronder American Music Award en Grammy Award. In Nederland is Bolton vooral bekend om zijn 1990-hit How Am I Supposed to Live Without You, die  op vrijdag 23 februari 1990 Veronica Alarmschijf was op Radio 3 en in de destijds twee hitlijsten op de nationale publieke popzender de 3e positie bereikte in zowel de Nederlandse Top 40 als de Nationale Top 100.
In België bereikte de plaat de nummer 1-positie in zowel de voorloper van de Vlaamse Ultratop 50 als de Vlaamse Radio 2 Top 30.
Ook When a Man Loves a Woman, een cover van Percy Sledge, werd een hit. Hiernaast heeft hij in 2011 een muziekvideo (Jack Sparrow) gemaakt met The Lonely Island die een internethit werd en binnen één maand tijd meer dan 20 miljoen keer bekeken werd op YouTube. Hij heeft ook een versie van het bekende Santa Claus Is Coming to Town gezongen.
In 2022 vertegenwoordigde Bolton zijn geboortestaat Connecticut op het eerste American Song Contest. Hij trad aan met het lied Beautiful world. Nadat hij zijn voorronde en halve finale overleefde, nam hij deel aan de finale. Hierin eindigde hij op de zevende plaats.

## Filmografie

### Als acteur
- Dune (1984) (niet op de titelrol)
- Meet Wally Sparks (1997)
- Snow Dogs 2002
- The Onion Movie (2008)
- Two and a Half Men (2012)
- Two and a Half Men (2014)
- Popstar (2016)

### Als producent
- Offside (korte film) (2001)
- Good Advice (hoofdfilm) (2001)
- Terror at Home: Domestic Violence in America (TV) (2005)
- The Other Side of the Tracks (hoofdfilm) (2008)

## Singles
| Single met eventuele hitnotering(en) in de Nederlandse Top 40 | Datum van verschijnen | Datum van binnenkomst | Hoogste positie | Aantal weken | Opmerkingen                                               |
| ------------------------------------------------------------- | --------------------- | --------------------- | --------------- | ------------ | --------------------------------------------------------- |
| That's What Love Is All About                                 | 1987                  | 9-jan-1988            | Tip 5           | -            | #49 in de Nationale Hitparade Top 100                     |
| How Am I Supposed to Live Without You                         | 1989                  | 17-feb-1990           | 3               | 11           | #3 in de Nationale Top 100 / Veronica Alarmschijf Radio 3 |
| How Can We Be Lovers                                          | 16-04-1990            | 07-07-1990            | 38              | 8            |                                                           |
| When a Man Loves a Woman                                      | 1991                  | 7-dec-1991            | 14              | 6            | #17 in de Nationale Top 100                               |
| Missing You Now [featuring Kenny G]                           | 1991                  | 16-mei-1992           | -               | -            | #84 in de Nationale Top 100                               |
| To Love Somebody                                              | 1992                  | nov-1992              | 36              | 3            | #35 in de Nationale Top 100                               |

### NPO Radio 2 Top 2000
| Nummer met noteringen in de NPO Radio 2 Top 2000 | '99  | '00-'02 | '03  | '04  |
| ------------------------------------------------ | ---- | ------- | ---- | ---- |
| How Am I Supposed to Live Without You            | 1033 | -       | 1813 | 1839 |

1. ↑  Een '-' betekent dat het nummer niet was genoteerd en een vetgedrukt getal geeft de hoogste notering aan.
2. ↑  Deze tabel is bijgewerkt tot en met de laatste editie (2024).